# Renașterea de pe strada Azusa - Nașterea Penticostalismului
Renașterea de pe strada Azusa a fost o serie istorică de întâlniri de trezire care a avut loc în Los Angeles, California .  A fost condus de William J. Seymour, un predicator afro-american . Reînvierea a început pe 9 aprilie 1906 și a continuat până în aproximativ 1915.
Seymour a fost invitat la Los Angeles pentru un angajament de o lună la o biserică locală, dar a fost interzis din cauza opiniilor sale controversate despre botezul cu Duhul Sfânt după prima sa duminică. Și-a continuat slujirea în casele enoriașilor simpatici, iar în noaptea de 9 aprilie 1906, mai întâi unul, apoi alți șase din întâlnirea sa au început să vorbească în limbi și să strige cu voce tare lăudându-L pe Dumnezeu, atât de tare încât cartierul a fost alertat. Vestea s-a răspândit rapid; orașul era agitat; mulţimile s-au adunat; slujbele au fost mutate afară pentru a găzdui mulțimile care veneau de peste tot; oamenii au căzut jos când se apropiau și i-au atribuit lui Dumnezeu; oamenii au fost botezați în Duhul Sfânt și se spunea că bolnavii sunt vindecați. 
Mărturia celor care au participat la Reînvierea de pe strada Azusa a fost „Sunt mântuit, sfințit și umplut de Duhul Sfânt” cu referire la cele trei lucrări ale harului Penticostalilor Sfinției, ramura originală a penticostalismului.  Pentru a găzdui și mai mult mulțimile, a fost asigurată o clădire veche, dărăpănată, cu două etaje, pe strada Azusa 312, în secțiunea industrială a orașului. Această clădire, construită inițial pentru o biserică episcopală metodistă africană (AME), a fost folosită mai recent ca grajd, clădire de depozitare și casă de locuit. În această umilă misiune de pe strada Azusa, a avut loc o trezire continuă de trei ani și a devenit cunoscută în întreaga lume. Stanley H. Frodsham, în cartea sa, With Signs Following, citează o descriere a scenei de către un martor ocular: Trezirea a fost caracterizată de experiențe spirituale însoțite de mărturii despre miracole de vindecare fizică,  servicii de închinare și vorbire în limbi . Participanții au fost criticați de unele mass-media seculare și de teologi creștini pentru comportamente considerate scandaloase și neortodoxe, mai ales la acea vreme.
Astăzi, renașterea este considerată de istorici ca fiind principalul catalizator al răspândirii penticostalismului în secolul al XX-lea.

## Context

### Los Angeles

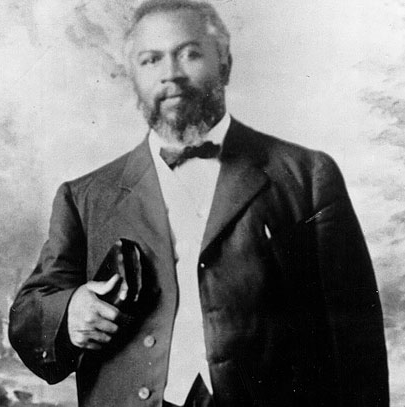
William J. Seymour, liderul renașterii de pe strada Azusa

În 1905, William J. Seymour, un fiu al sclavilor eliberați în vârstă de 34 de ani, a fost elev al cunoscutului predicator penticostal Charles Parham și pastor interimar pentru o mică biserică a sfințeniei din Topeka, Kansas .  Seymour a moștenit de la Parham credința că botezul cu Duhul Sfânt a fost a treia lucrare a harului, după nașterea nouă (prima lucrare a harului) și întreaga sfințire (a doua lucrare a harului).   Neely Terry, o femeie afro-americană care a frecventat o mică biserică a sfințeniei păstorită de Julia Hutchins în Los Angeles, a făcut o călătorie pentru a vizita familia în Houston la sfârșitul anului 1905.  În timp ce se afla în Houston, ea a vizitat biserica lui Seymour, unde el a predicat despre primirea Duhului Sfânt iar dovada acesteia fiind vorbirea în alte limbi și, deși nu a experimentat asta personal, Terry a fost impresionat de caracterul și mesajul său. Odată ajuns acasă în California, Terry i-a sugerat ca Seymour să fie invitat să vorbească la biserica locală.  Seymour a primit și a acceptat invitația în februarie 1906 și a primit ajutor financiar și o binecuvântare de la Parham pentru vizita planificată de o lună.  
Seymour a sosit în Los Angeles pe 22 februarie 1906,    și în două zile a predicat la biserica Julia Hutchins, la colțul străzii Noua cu Santa Fe Avenue.  În timpul primei sale predici, el a predicat că vorbirea în limbi a fost prima dovadă biblică a umplerii inevitabile cu Duhul Sfânt .  Duminica următoare, 4 martie, s-a întors la biserică și a descoperit că Hutchins încuiase ușa.  Bătrânii bisericii au respins învățătura lui Seymour, în primul rând pentru că el nu experimentase încă binecuvântarea despre care predica.  Condamnarea mesajului său a venit și din partea Asociației Holiness Church of Southern California cu care biserica avea afiliere.  Cu toate acestea, nu toți membrii bisericii lui Hutchins au respins predicarea lui Seymour. A fost invitat să stea în casa membrului congregației Edward S. Lee și a început să țină acolo studii biblice și întâlniri de rugăciune . 

### Strada North Bonnie Brae

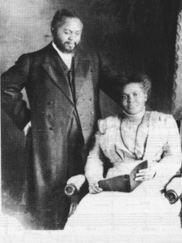
Seymour și soția lui, Jennie

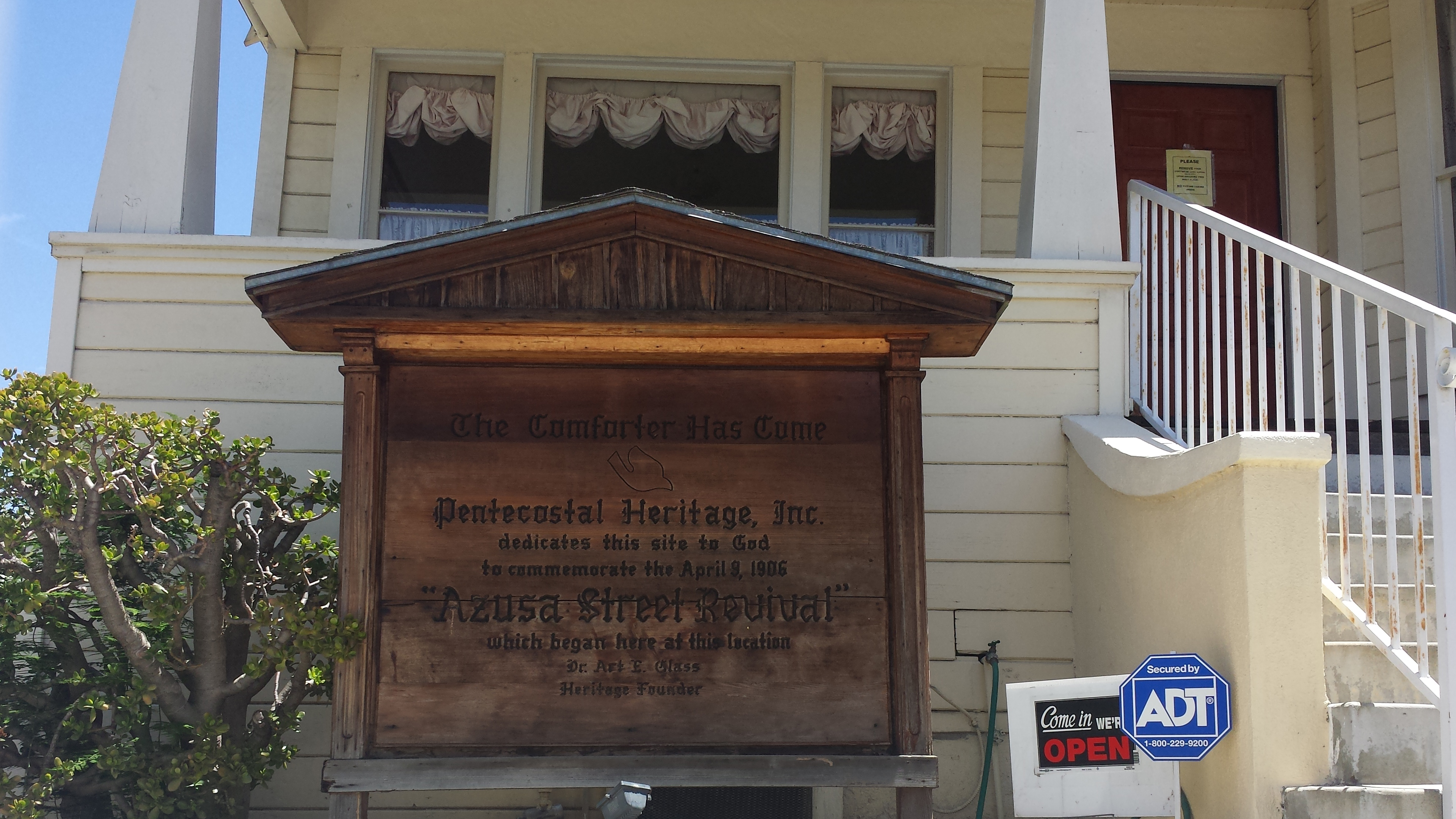
Casă pe strada Bonnie Brae

Seymour și micul său grup de noi adepți s-au mutat curând la casa lui Richard și Ruth Asberry, la 216 North Bonnie Brae Street.  Au început să participe și familiile albe din bisericile locale de sfințenie. Grupul se aduna regulat și se roagă pentru a primi botezul cu Duhul Sfânt. Pe 9 aprilie 1906, după cinci săptămâni de predicare și rugăciune a lui Seymour și trei zile într-un post intenționat de 10 zile,  Edward S. Lee a vorbit în limbi pentru prima dată.   La următoarea întâlnire, Seymour a împărtășit mărturia lui Lee și a ținut o predică despre Fapte 2 :4 și curând alți șase au început să vorbească și în limbi,   inclusiv Jennie Moore, care mai târziu avea să devină soția lui Seymour. Câteva zile mai târziu, pe 12 aprilie, Seymour a vorbit în limbi pentru prima dată după ce s-a rugat toată noaptea.  

Știrile despre evenimentele de la North Bonnie Brae St. au circulat rapid printre locuitorii afro-americani, latino-americani și albi ai orașului și, timp de câteva nopți, diverși vorbitori aveau să predice mulțimilor de spectatori curioși și interesați de pe veranda din față a casei Asberry. Membrii publicului au inclus oameni dintr-un spectru larg de niveluri de venit și medii religioase. În cele din urmă, Hutchins a vorbit în limbi pe măsură ce întreaga ei congregație a început să participe la întruniri. În curând, mulțimile au devenit foarte mari și au fost pline de oameni care vorbeau în limbi, strigă, cântă și gemeau. În cele din urmă, veranda din față s-a prăbușit, forțând grupul să înceapă să caute un nou loc de întâlnire.  Un locuitor al cartierului a descris întâmplările de la 216 North Bonnie Brae cu următoarele cuvinte:
Au strigat trei zile și trei nopți. Era sezonul Paștelui. Oamenii veneau de peste tot. Până a doua zi dimineața nu mai era nicio cale de a se apropia de casă. Pe măsură ce oamenii intrau, ei vor cădea sub puterea lui Dumnezeu; şi tot orașul s-a agitat. Au strigat până ce temelia casei a cedat, dar nimeni nu a fost rănit.

## Strada Azusa

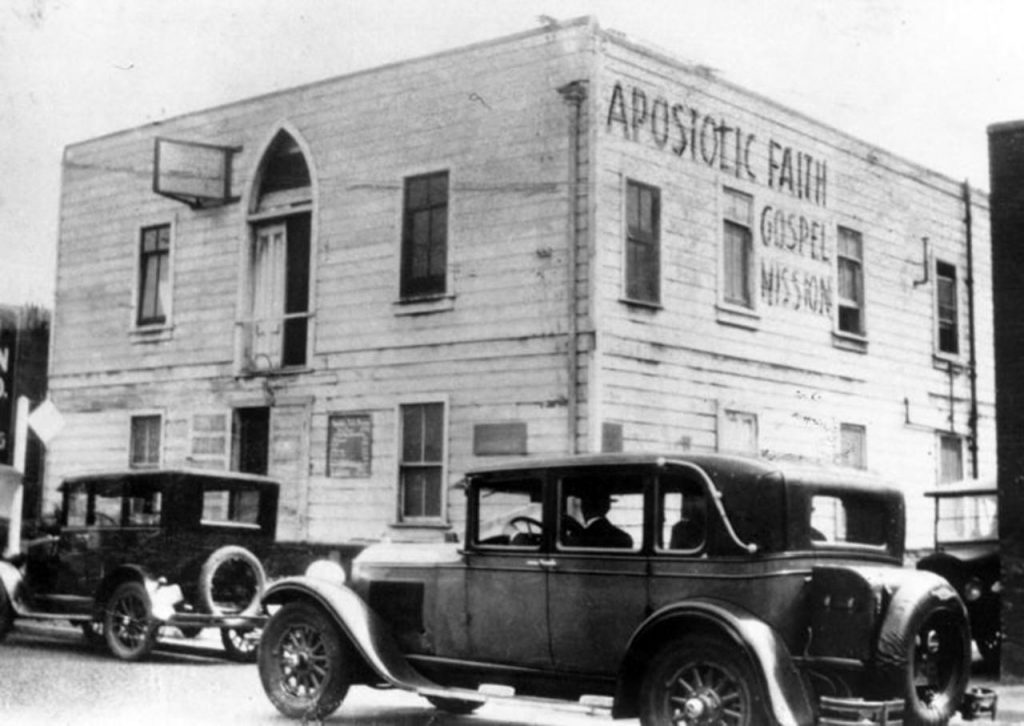
Misiunea Credinței Apostolice de pe strada Azusa, considerată acum a fi locul de naștere al penticostalismului

Grupul de pe strada Bonnie Brae a descoperit în cele din urmă o clădire disponibilă pe strada Azusa 312 (34,0483797°N 118,2411076°W) în centrul orașului Los Angeles, care fusese inițial construită ca o biserică episcopală metodistă africană în ceea ce era atunci o parte săracă a orașului. Chiria a fost de 8,00 USD pe lună. Un ziar s-a referit la clădirea din centrul orașului Los Angeles drept o „cabana prăbușită”. De când biserica s-a mutat, clădirea a servit ca casă angro, depozit, depozit de cherestea, curți, magazin de pietre funerare și, cel mai recent, fusese folosită ca grajd, cu camere de închiriat la etaj. Era o clădire mică, dreptunghiulară, cu acoperiș plat, de aproximativ 60 de picioare (18 m) lungime și 40 de picioare (12 m) lățime, însumând 2.400 de picioare pătrate (220 m2), acoperită cu clapete văruite în alb. Singurul semn că a fost cândva o casă a lui Dumnezeu a fost o singură fereastră în stil gotic peste intrarea principală.
Cheresteaua aruncată și tencuiala împrăștiau încăperea mare, ca un hambar, de la parter.   Cu toate acestea, a fost asigurată și curățată în pregătirea serviciilor. Ei au avut prima lor întâlnire la 14 aprilie 1906.    Slujbele bisericești au fost ținute la primul etaj unde băncile erau așezate în formă dreptunghiulară. Unele dintre bănci erau pur și simplu scânduri puse deasupra butoaielor de cuie goale.   Nu exista nicio platformă înălțată, deoarece tavanul avea doar opt picioare înălțime.  Inițial nu a existat amvon. Frank Bartleman, un participant timpuriu la trezire, și-a amintit că „Fratele Seymour stătea în general în spatele a două cutii goale de pantofi, una peste alta. De obicei își ținea capul în cea de sus în timpul întâlnirii, în rugăciune. Nu era mândrie acolo... În acea clădire veche, cu căpriorii joase și podelele goale...” 
Etajul al doilea la numita acum Misiunea Credinței Apostolice  a găzduit un birou și camere pentru mai mulți rezidenți, inclusiv Seymour și noua lui soție, Jennie. Avea, de asemenea, o cameră mare de rugăciune pentru a face față revărsării de la slujbele altarului de dedesubt. Sala de rugăciune era mobilată cu scaune și bănci din scânduri din California Redwood, așezate cap la cap pe scaune fără spătar. 
Până la jumătatea lui mai 1906, între 300  și 1.500 de oameni ar încerca să se potrivească în clădire. Deoarece caii au fost foarte recent locuitori ai clădirii, muștele i-au deranjat constant pe participanți.  Oameni dintr-o diversitate de medii s-au reunit pentru a se închina: bărbați, femei, copii, negri, albi, asiatici, nativi americani, imigranți, bogați, săraci, analfabeți și educați .  Oameni de toate vârstele s-au adunat în Los Angeles atât cu scepticism, cât și cu dorința de a participa.   Amestecarea raselor și încurajarea de către grup a femeilor în conducere a fost remarcabilă, deoarece 1906 a fost punctul culminant al epocii „ Jim Crow ” a segregării rasiale  și cu paisprezece ani înainte ca femeile să primească drept de vot în Statele Unite.

### Slujbe și închinare
Închinarea de pe strada Azusa 312 a fost frecventă și spontană, cu slujbe care au loc aproape non-stop. Printre cei atrași de trezire s-au numărat nu numai membri ai Mișcării Sfinției, ci și baptiști, menoniți, quakeri și prezbiteriani .  Un observator de la unul dintre servicii a scris aceste cuvinte:
Nu se folosesc instrumente muzicale. Nu sunt necesare niciuna. Fără cor – îngerii au fost auziți de unii în spirit. Nu sunt luate colecții. Nu au fost postate facturi care să facă publicitate întâlnirilor. Nicio organizație bisericească nu este în spate. Toți cei care sunt în legătură cu Dumnezeu realizează de îndată ce intră la întâlniri că Duhul Sfânt este conducătorul.
Los Angeles Times nu a fost atât de amabil în descrierea sa:
Întâlnirile au loc într-o baracă prăbușită de pe strada Azusa, iar adepții doctrinei ciudate practică cele mai fanatice ritualuri, predică cele mai sălbatice teorii și trec într-o stare de entuziasm nebun în zelul lor aparte. Oameni de culoare și o stropire de albi compun adunarea, iar noaptea devine hidosoasă în cartier de urletele închinătorilor, care petrec ore întregi legănându-se înainte și înapoi într-o atitudine nervoasă de rugăciune și implorare. Ei pretind că au „darul limbilor” și că pot înțelege babelul.
Prima ediție a publicației Credința Apostolică a susținut o reacție comună la trezire din partea vizitatorilor:
Predicatori mândri și bine îmbrăcați au venit să „investigați”. Curând, înfățișarea lor înaltă a fost înlocuită cu mirarea, apoi vine convingerea și de foarte multe ori îi vei găsi în scurt timp tăvăluindu-se pe podeaua murdară, cerându-i lui Dumnezeu să-i ierte și să-i facă copii mici.

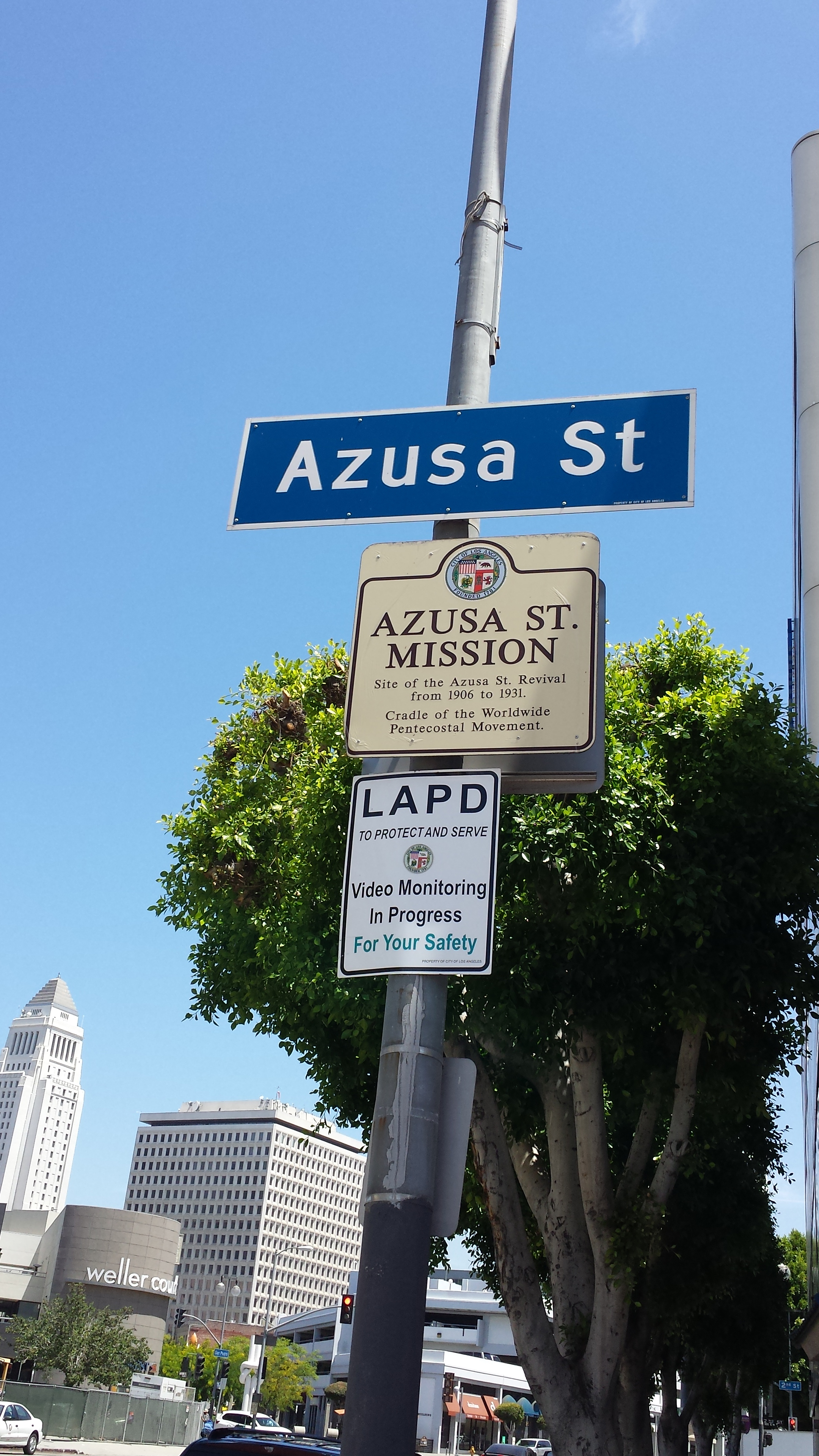
Semn istoric de pe strada Azusa din Los Angeles, CA

Printre relatările de primă mână s-au numărat rapoarte despre orbi restabiliți vederea, boli vindecate instantaneu și imigranți care vorbeau în germană, idiș și spaniolă, toți cărora li s-a vorbit în limba lor maternă de către membri de culoare needucați, care au tradus limbile în engleză prin „capacitate supranaturală”. 
Cântatul era sporadic și în a capella sau ocazional se cânta în limbi . Au fost perioade de tăcere prelungită. Participanții erau ocazional uciși în Duhul . Vizitatorii și-au dat mărturia, iar membrii au citit cu voce tare mărturiile care au fost trimise misiunii prin poștă. Era rugăciune pentru darul limbilor. Era rugăciune în limbi pentru bolnavi, pentru misionari și orice fel de cereri au fost făcute de însoțitori sau trimise prin poștă. Au fost predici spontane și chemări la altar pentru mântuire, sfințire și botez cu Duhul Sfânt. Lawrence Catley, a cărui familie a participat la trezire, a spus că, în majoritatea slujbelor, predicarea consta în deschiderea Bibliei de către Seymour și închinătorii care se înaintau să predice sau să depună mărturie în timp ce erau conduși de Duhul Sfânt.  Mulți oameni strigau continuu pe tot parcursul întâlnirilor. Membrii misiunii nu au primit niciodată o ofrandă, dar în apropierea ușii era un recipient pentru oricine dorea să sprijine trezirea. Membrii de bază ai Misiunii de pe strada Azusa nu au fost niciodată mai mult de 50-60 de persoane, cu sute, dacă nu mii de oameni, vizitând sau rămânând temporar de-a lungul anilor. 

### Charles Parham
Până în octombrie 1906, Charles Parham a fost invitat să vorbească pentru o serie de întâlniri pe strada Azusa, dar a fost rapid neinvitat.
Ajuns pe strada Azusa, [Parham] sa retras dezgustat de amestecul rasial. Era îngrozit că oamenii de culoare nu erau la „locul” lor și pur și simplu nu puteau suporta „oamenii albi care imitează negrismele neinteligente și grosolane ale Țării Sudului și să le pună pe Duhul Sfânt”. Parham și-a făcut drum prin mulțime, a stat la amvon și a rostit o mustrare usturătoare: „Dumnezeu este bolnav de stomac!”. El a continuat să explice că Dumnezeu nu va suporta un astfel de „animalism”. Când a fost clar că majoritatea misiunii de pe strada Azusa nu va accepta conducerea lui Parham, el a plecat cu aproximativ două până la trei sute de adepți și a deschis o campanie rivală la o clădire a Uniunii Femeilor Creștine din apropiere [Women's Christian Temperance Union]. 
Într-o poveste sceptică de pe prima pagină intitulată „zăpăceală ciudată a limbilor”, un reporter de la Los Angeles Times a încercat să descrie ceea ce va fi cunoscut în curând sub numele de Renașterea străzii Azusa. „Șoptind cuvinte ciudate și rostind un crez care părea că niciun muritor sănătos la minte nu l-ar putea înțelege”, începea povestea, „cea mai nouă sectă religioasă a început în Los Angeles”.  Un alt reporter de ziar local din septembrie 1906 a descris întâmplările cu următoarele cuvinte:
„amestecarea rușinoasă a raselor... plâng și scot zgomote urlete toată ziua și până în noapte. Aleargă, sar, se scutură peste tot, strigă până la capăt, se învârt în cercuri, cad pe podeaua acoperită cu rumeguș, smucind, lovind cu picioarele și rostogolindu-se peste tot. Unii dintre ei leșina și nu se mișcă ore în șir ca și cum ar fi morți. Acești oameni par a fi nebuni, tulburați mintal sau vrăjiți. Ei pretind că sunt plini de spirit. Au ca predicator un negru cu un singur ochi, analfabet, care stă în genunchi o mare parte din timp cu capul ascuns între lăzile de lemn pentru lapte. Nu vorbește foarte mult, dar uneori poate fi auzit strigând „Pocăiți-vă”, și ar trebui să conducă chestia... Ei cântă în mod repetat aceeași melodie, „Mângâietorul a venit” (The Comforter Has Come).”
Participanții au fost adesea descriși ca „ Sfinții Rostogolici⁠(d) ”, „Sfinții Săltăreți”, „Încurcații la limbă” și „Sfinții duhului”. Au fost publicate rapoarte în SUA și în lume despre întâmplările ciudate din Los Angeles. 

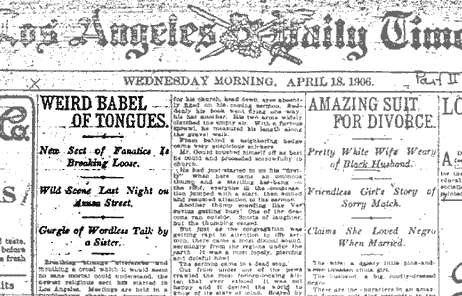
Articolul LA Times critică comportamentul revivaliştilor de pe strada Azusa.

Creștinii din multe tradiții au fost critici, spunând că mișcarea a fost extrem de emoțională, au folosit greșit Scriptura și și-au pierdut concentrarea asupra lui Hristos prin accentuarea excesivă a Duhului Sfânt.  În scurt timp, pastorii și-au avertizat congregațiile să stea departe de Misiunea de pe strada Azusa. Unii au sunat la poliție și au încercat să închidă clădirea. 

### Publicație Credința Apostolică

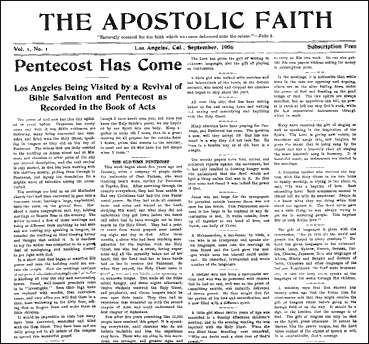
Titlul primei publicații a Credinței Apostolice, din septembrie 1906

Tot începând din septembrie 1906 a fost și publicarea propriului buletin informativ al renașterii, Credința Apostolică.  Numeroase au fost publicate ocazional până în mai 1908, în mare parte prin munca lui Seymour și a unei femei albe pe nume Clara Lum, membră a Misiunii Credinței Apostolice. Credința Apostolică a fost distribuită gratuit, iar mii de laici și slujitori au primit copii în întreaga lume. Au fost tipărite cinci mii de exemplare ale primei ediții, iar până în 1907 numărul de presă a ajuns la peste 40.000.   
Publicația Apostolic Faith a raportat în lume evenimentele de la Misiunea de pe strada Azusa. Povestea principală a primului număr a fost intitulată „A venit Rusaliile”. Conținea o scrisoare a lui Charles Parham, un articol despre Cincizecime din Faptele Apostolilor și o serie de anecdote despre experiența oamenilor în timpul trezirii.  O ediție din 1907 scria: „Un semn al venirii Domnului este că El topește toate rasele și națiunile împreună, iar ele sunt pline de puterea și slava lui Dumnezeu. El botează printr-un singur duh într-un singur trup și formează un popor care va fi gata să-L întâlnească când va veni”.  Credința Apostolică a adus o atenție din ce în ce mai mare asupra întâmplărilor de pe strada Azusa și mișcării înfățișate care ieșea din trezire. 

## Moştenire
Până în 1913, renașterea de pe strada Azusa își pierduse avântul, iar cea mai mare parte a atenției presei și a mulțimilor plecaseră până în 1915. Seymour a rămas acolo cu soția sa, Jennie, pentru tot restul vieții lor ca pastori ai micii congregații afro-americane,  deși făcea adesea călătorii scurte pentru a ajuta la stabilirea altor treziri mai mici mai târziu în viață. După ce Seymour a murit în urma unui atac de cord  pe 28 septembrie 1922, Jennie a condus biserica până în 1931, când congregația a pierdut clădirea. 

### Trimiterea de misionari
Pe măsură ce Credința Apostolică și multe rapoarte seculare au făcut reclamă la nivel internațional evenimentele Renașterii străzii Azusa, mii de indivizi au vizitat misiunea pentru a fi martori. În același timp, mii de oameni părăseau strada Azusa cu intenții de a evangheliza în străinătate.   Reverendul KEM Spooner a vizitat trezirea în 1909 și a devenit unul dintre cei mai eficienți misionari ai Bisericii Penticostal Holiness din Africa, lucrând în rândul poporului Tswana din Botswana .  
AG Garr și soția sa au fost trimiși de pe strada Azusa ca misionari la Calcutta, India, unde au reușit să înceapă o mică trezire. Vorbirea în limbi în India nu le-a permis să vorbească limba maternă, bengaleza . Soții Garr au călătorit mai târziu în China, unde au ajuns în Hong Kong și au început să răspândească penticostalismul în China continentală. Ei au făcut acest lucru lucrând prin alte biserici și organizații protestante care fuseseră deja înființate.  Garr a contribuit în mod semnificativ la penticostalismul timpuriu prin munca sa ulterioară în redefinirea doctrinei „dovezi biblice” și schimbarea doctrinei de la o credință că vorbirea în limbi era în mod explicit pentru evanghelizare la credința că vorbirea în limbi era un dar pentru „împuternicirea spirituală”. 
Misionarul Bernt Bernsten a călătorit în zona din nordul Chinei pentru a investiga întâmplările după ce a auzit că profeția biblică din Fapte 2:4 se împlinește. Alți vizitatori au părăsit trezirea pentru a deveni misionari în zone îndepărtate din întreaga lume.   Atât de mulți misionari au ieșit din Azusa (circa treizeci și opt au rămas în octombrie 1906) încât în doi ani mișcarea s-a extins în peste cincizeci de națiuni, inclusiv în Marea Britanie, Scandinavia, Germania, Olanda, Egipt, Siria, Palestina, Africa de Sud, Hong Kong, China, Ceylon și India. Lideri creștini au vizitat din toată lumea. 

### Nașterea mișcării penticostale

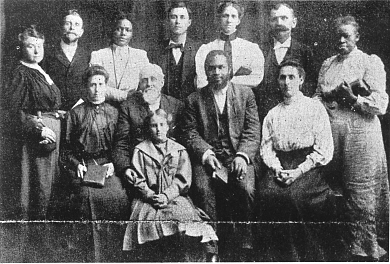
Conducătorii Misiunii Credința Apostolică. Seymour este primul rând, al doilea din dreapta; Jennie este în rândul din spate, a treia din stânga.

Până la sfârșitul anului 1906, cei mai mulți lideri de pe strada Azusa s-au separat pentru a forma alte congregații, cum ar fi Biserica Credinței Apostolice, Misiunea Credinței Apostolice de pe strada 51, AFM în Spaniolă și Misiunea Penticostală Italiană . Aceste misiuni au fost în general compuse din imigranți sau de diferite grupuri etnice. Sud-estul Statelor Unite a fost o zonă de creștere deosebit de prolifică pentru noua mișcare, deoarece abordarea lui Seymour a oferit o explicație utilă pentru un climat spiritual carismatic care fusese deja înrădăcinit în acele zone. Alte misiuni noi se bazau pe predicatori plini de carisma si energie. Marea majoritate a noilor biserici au fost fondate printre imigranți și săraci.
Multe confesiuni de din ramura Wesleyan-holiness existente au adoptat mesajul penticostal, cum ar fi Biserica lui Dumnezeu în Hristos [Church of God in Christ] și Biserica Penticostală a sfințeniei, și sunt confesiuni Penticostale ale Sfințeniei. Sfințiții penticostali, cum ar fi Biserica Credința Apostolică, afirmă trei lucrări ale harului: (1) Nașterea din nou, (2) sfințirea completă și (3) Botezul cu Duhul Sfânt.  Formarea de noi denominațiuni a avut loc, de asemenea, motivată de diferențele doctrinare dintre Penticostalii Sfinției și omologii lor penticostali ai Lucrării Terminate, cum ar fi Adunările lui Dumnezeu [Assemblies of God] formate în 1914 și Biserica Penticostală a lui Dumnezeu [Pentecostal Church of God] formată în 1919 – acestea reprezintă denominațiuni penticostale care afirmă doctrina Lucrarea Terminată. O controversă doctrinară timpurie a dus la o divizare între penticostalii trinitari și cei unitari, cei din urmă au fondat Adunările Penticostale ale Lumii [Pentecostal Assemblies of the World] în 1916 și Biserica Penticostală Unită [United Pentecostal Church] în 1945. 
Astăzi, există peste 500 de milioane de credincioși penticostali și carismatici pe tot pământul și a fost forma de creștinism cu cea mai rapidă creștere în 1978. Renașterea de pe strada Azusa este considerată în mod obișnuit ca începutul mișcării penticostale din zilele noastre. 

### Citate
1. ↑  Corcoran, Michael. „How a humble preacher ignited the Pentecostal fire”. Cox News Services. Arhivat din original la 7 decembrie 2011. Accesat în 19 noiembrie 2011.
2. 1 2  Synan, Vinson (2012). The Century of the Holy Spirit: 100 Years of Pentecostal and Charismatic Renewal, 1901–2001 (în English). Thomas Nelson. ISBN 978-1-4185-8753-6. Wesleyan Pentecostal Churches. ...Most of the first generation of Pentecostals were from this holiness stream that had its roots in Methodism. ...When the Pentecostal movement began, these "holiness Pentecostals" simply added the baptism in the Holy Spirit with tongues as "initial evidence" of a "third blessing" that brought power for witnessing to those who had already been sanctified. With the news tongues experience, sanctification was seen as a prerequisite "cleansing" that qualified the seeker to experience the "third blessing" of baptism in the Holy Spirit. An early prophetic utterance stated ominously that "My Spirit will not dwell in an unclean temple." Seekers were encouraged to abandon all the roots of bitterness and original sin so that nothing would block their reception of the Spirit. In fact, it was told that Seymour would not admit seekers to enter the upper room to seek the baptism until he was satisfied that their sanctification experience had been certified downstairs. The historic Azusa Street testimony was "I am saved, sanctified, and filled with the Holy Ghost."
3. ↑  Cloud, David. „Azusa Street Mission”. Accesat în 24 mai 2007.
4. ↑  The Encyclopedia of Christianity (în engleză). Wm. B. Eerdmans Publishing. 1999. p. 415. ISBN 9789004116955. While in Houston, Texas, where he had moved his headquarters, Parham came into contact with William Seymour (1870-1922), an African-American Baptist-Holiness preacher. Seymour took from Parham the teaching that the baptism of the Holy Spirit was not the blessing of sanctification but rather a third work of grace that was accompanied by the experience of tongues.
5. ↑  The West Tennessee Historical Society Papers – Issue 56 (în engleză). West Tennessee Historical Society. 2002. p. 41. Seymour's holiness background suggests that Pentecostalism had roots in the holiness movement of the late nineteenth century. The holiness movement embraced the Wesleyan doctrine of "sanctification" or the second work of grace, subsequent to conversion. Pentecostalism added a third work of grace, called the baptism of the Holy Ghost, which is often accompanied by glossolalia.
6. 1 2 3 4 5 6 7 8  „Azusa History”. International Center for Spiritual Renewal. Arhivat din original la 11 mai 2007. Accesat în 17 mai 2007.
7. 1 2 3 4 5 6  Hayford, Jack W.; Moore, S. David (2006). The Charismatic Century: The Enduring Impact of the Azusa Street Revival. Warner Faith. ISBN 978-0-446-57813-4.
8. 1 2 3 4 5 6  McGee, Gary. „William J. Seymour and the Azusa Street Revival”. Enrichment Journal. Arhivat din original la 19 mai 2007. Accesat în 17 mai 2007.
9. ↑  Robeck 2006, p. 60.
10. 1 2 3  „IPHC Azusa Street Links – 1901 to Present”. International Pentecostal Holiness Church. Arhivat din original la 5 iunie 2007. Accesat în 27 septembrie 2012.
11. ↑  Cline, Austin (22 februarie 2004). „Vezi aceiași referință pe pagina originala! This Date in History: Azusa Street Revival”. Accesat în 17 mai 2007.
12. 1 2 3 4  Newmann, Richard; Tinney, James S. (1978). Black Apostles: Afro-American Clergy Confront the Twentieth Century. G. K. Hall & Co. ISBN 0-8161-8137-3.
13. 1 2 3 4 5  MacRobert, Iain (1988). The Black Roots and White Racism of Early Pentecostalism in the USA. London: Macmillan Press. ISBN 0-333-43997-X.
14. ↑  Robeck 2006, pp. 17, 65.
15. 1 2 3 4 5 6 7  Allen, Marshall (15 aprilie 2006). „Pentecostal Movement Celebrates Humble Roots”. The Washington Post. Accesat în 17 mai 2007.
16. 1 2 3 4 5 6  Synan, Vinson (2001). The Century of the Holy Spirit: 100 years of Pentecostal and Charismatic Renewal, 1901–2001. Nashville: Thomas Nelson Publishers. pp. 42–45. ISBN 0-7852-4550-2.
17. 1 2  „Billy Wilson: The Miracle on Azusa Street”. The 700 Club. Arhivat din original la 9 mai 2007. Accesat în 17 mai 2007.
18. 1 2 3 4 5  Blumhofer, Edith (7 martie 2006). „Azusa Street Revival”. religion-online.org. Arhivat din original la 27 septembrie 2007. Accesat în 17 mai 2007.
19. 1 2 3 4  „Azusa St. and modern Pentecostalism – The 100-year celebration of what?”. Let us Reason Ministries. Arhivat din original la 3 aprilie 2007. Accesat în 17 mai 2007.
20. 1 2  „Azusa Street Revival (1906–1909)”. lutherproductions.com. Arhivat din original la 13 iunie 2007. Accesat în 17 mai 2007.
21. 1 2 3 4 5  Strand, Paul. „The Lasting Impact of the Azusa Street Revival”. CBNnews.com. Arhivat din original la 14 mai 2007. Accesat în 17 mai 2007.
22. 1 2  Bartleman, Frank (1980). Azusa Street. Bridge-Logos Publishers. ISBN 0-88270-439-7.
23. ↑  Dove, Stephen (2009). „Hymnody and Liturgy in the Azusa Street Revival, 1906–1908”. Pneuma: The Journal of the Society for Pentecostal Studies. 31 (2): 242–63. doi:10.1163/027209609X12470371387840.
24. ↑  „22. Constructive Living Maxims”, Water, Snow, Water, University of Hawaii Press, p. 122, 2017, doi:10.1515/9780824839178-024, ISBN 978-0-8248-3917-8, accesat în 1 iulie 2021
25. ↑  Ted, Olsen (1 aprilie 1998). „American Pentecost”. ChristianityTodayLibrary.com. Arhivat din original la 27 septembrie 2007. Accesat în 17 mai 2007.
26. ↑  „Azusa Street Mission”. The Latter Rain Page. Arhivat din original la 8 ianuarie 2007. Accesat în 17 mai 2007.
27. 1 2  „William Joseph Seymour: The father of Pentecostalism | Azusa Street: The Impact”. 17 aprilie 2001. Arhivat din original la 27 septembrie 2007. Accesat în 17 mai 2007.
28. ↑  „Page 1 Reprint”. Arhivat din original la 10 iulie 2006. Accesat în 28 iunie 2007.
29. ↑  „Reverend John W. Brooks”. Mighty Moments. Arhivat din original la 29 septembrie 2007. Accesat în 21 mai 2007.
30. 1 2  „Azusa Street revival (Pentecostal movement)”. Encyclopædia Britannica. Accesat în 17 mai 2007.